# Двоемыслие
Двоемыслие (англ. doublethink) — состояние психики, при котором субъект одновременно разделяет два противоположных убеждения, часто противоречащих его собственным воспоминаниям или ощущению реальности. Концепция двоемыслия изложена Джорджем Оруэллом в романе «1984».

## История слова
Термин введён Джорджем Оруэллом в романе «1984» для обозначения детерминированного тоталитарным обществом стереотипа, извращённой нормы, отражённой в системе речи и языковых высказываний; стереотипа, способного жёстко обусловливать поведение людей.
Оруэлл в своей антиутопии предположил, что в тоталитарном обществе будущего возникнет новая идеология, объединяющая мысль и слово, — Новояз, обслуживающий «идеологию ангсоца». Священное двоемыслие Старшего Брата регулирует все мысли членов общества.
Новояз базируется на следующих постулатах:
- «правоверность — состояние бессознательное»,
- «двоемыслие — есть непрерывная цепь побед над собственной памятью и… покорение действительности»,
- «разрушение языка» нужно для того, чтобы «стала невозможной мысль»; речь должна быть «минимально завязана на сознание».

Двоемыслие — своеобразная пародия на понятие диалектика.

## Цитаты из романа «1984»

### Три партийных лозунгаангсоца
Построены на понятии двоемыслия.
- ВОЙНА — ЭТО МИР
- СВОБОДА — ЭТО РАБСТВО
- НЕЗНАНИЕ — СИЛА

### Смысл двоемыслия
«Двоемыслие означает способность одновременно держаться двух противоречащих друг другу убеждений. Партийный интеллигент знает, в какую сторону менять свои воспоминания; следовательно, осознаёт, что мошенничает с действительностью; однако при помощи двоемыслия он уверяет себя, что действительность осталась неприкосновенна. Этот процесс должен быть сознательным, иначе его не осуществишь аккуратно, но должен быть и бессознательным, иначе возникнет ощущение лжи, а значит, и вины. Двоемыслие — душа ангсоца, поскольку партия пользуется намеренным обманом, твёрдо держа курс к своей цели, а это требует полной честности. Говорить заведомую ложь и одновременно в неё верить, забыть любой факт, ставший
неудобным, и извлечь его из забвения, едва он опять понадобился, отрицать существование объективной действительности и учитывать действительность, которую отрицаешь, — всё это абсолютно необходимо. Даже пользуясь словом „двоемыслие“, необходимо прибегать к двоемыслию. Ибо, пользуясь этим словом, ты признаёшь, что мошенничаешь с действительностью; ещё один акт двоемыслия — и ты стёр это в памяти; и так до бесконечности, причём ложь всё время на шаг впереди истины. В конечном счёте именно благодаря двоемыслию партии удалось (и кто знает, ещё тысячи лет может удаваться) остановить ход истории.» (часть вторая, IX: книга Голдстейна «Теория и практика олигархического коллективизма», глава 1)

### Отношение к оппоненту
«Ключевое слово здесь — белочёрный. Как и многие слова новояза, оно обладает двумя противоположными значениями. В применении к оппоненту оно означает привычку бесстыдно утверждать, что чёрное — это белое, вопреки очевидным фактам. В применении к члену партии — благонамеренную готовность назвать чёрное белым, если того требует партийная дисциплина. Но не только назвать: ещё и верить, что чёрное — это белое; больше того: знать, что чёрное — это белое, и забыть, что когда-то ты думал иначе. Для этого требуется непрерывная переделка прошлого, которую позволяет осуществлять система мышления, по сути охватывающая все остальные и именуемая на новоязе двоемыслием.» (часть вторая, IX: книга Голдстейна, глава 1)

### Двоемыслие иновояз
Оруэлл объясняет, что партия не могла защитить свою почти абсолютную власть, не унижая своих людей постоянной пропагандой. И все же знание об этом жестоком обмане даже внутри самой Внутренней партии может привести к крушению государства. Хотя «1984» наиболее известна благодаря повсеместному наблюдению партии за повседневной жизнью, это означает, что всем населением Океании, включая правящую элиту, можно манипулировать просто путём изменения повседневной мысли и языка. Новояз — это метод управления мыслью через язык; двоемыслие — это метод прямого управления мышлением. Новояз включает в себя двоемыслие, так как содержит много слов, которые создают предполагаемые ассоциации между противоречивыми значениями, особенно это касается фундаментально важных слов, таких как добро и зло, истина и ложь, справедливость и несправедливость.

## Влияние термина
С 1949 года (когда был опубликован «1984») слово «двоемыслие» стало синонимом облегчения когнитивного диссонанса, игнорируя противоречие между двумя мировоззрениями или даже намеренно пытаясь ослабить когнитивный диссонанс. Некоторые школы психотерапии, такие как когнитивная терапия, побуждают людей изменять свои мысли как способ лечения различных психических расстройств (см. также когнитивное искажение).
«Двоемыслие Оруэлла также приписывают тому, что он вдохновил общеупотребительный термин „двойное высказывание“, который сам по себе не фигурирует в книге. Было проведено сравнение между двойным высказыванием и описанием Оруэлла политической речи из его эссе Политика и английский язык, в котором „недобросовестные политики, рекламодатели, религиозные деятели и другие двойные ораторы любой категории продолжают злоупотреблять языком в манипулятивных целях“».

## В тоталитарной реальности
Двоемыслие было широко распространено в СССР и других тоталитарных странах. Так, современник С. П. Королёва, работавший вместе с ним, дал мировоззрению Королева, позволявшему ему служить советской системе сперва под началом Сталина, а затем Хрущёва, характеристику, которую можно применить почти к любому советскому гражданину того времени:

Мы в те дни погружались в своего рода добровольную шизофрению. Берешь свою душу и делишь её на две независимые части. Можно научиться жить в одной части своей души, а правду держать в другой. Эти половинки души могут полностью отрицать друг друга, при этом каждая остается внутренне логичной… Правдивую часть можно раскрыть лишь перед своей семьей и очень небольшим числом близких друзей.

## Другие значения
Двоемыслие (ср. устар.) — то же, что: двусмысленность.